# IC 2981
IC 2981 — галактика типу SBa (компактна витягнута галактика) у сузір'ї Велика Ведмедиця.
Цей об'єкт міститься в оригінальній редакції індексного каталогу.